# ルイ1世 (モンパンシエ伯)

1428年以前の紋章

ルイ1世・ド・ブルボン（Louis Ier de Bourbon, comte de Montpensier, 1405年 - 1486年）は、フランス王家傍系ブルボン家の公子。モンパンシエ伯。最初の結婚によりオーヴェルニュのドーファンならびにクレルモン＝アン＝オーヴェルニュ伯、サンセール伯となった。第1ブルボン＝モンパンシエ家の始祖にあたる。「善良なルイ（Louis le bon）」と呼ばれた。

## 生涯
ブルボン公ジャン1世とその妻のオーヴェルニュ女公マリー・ド・ベリーの間の三男として生まれた。1428年、オーヴェルニュのドーフィヌ・ジャンヌ1世と最初の結婚をした。1436年にジャンヌが死んだ後も、ルイは結婚によって帯びた称号を保持した。ルイの父方の祖母アンヌがジャンヌの同族の伯母であり、このためルイはオーヴェルニュ・ドーファン家の血を引いてもいた。
1442年、オーヴェルニュ伯ベルトラン5世の娘ガブリエルと再婚し、間に4人の子女をもうけた。
- ジルベール（1443年 - 1496年）[1] - モンパンシエ伯
- ジャン（1445年 - 1485年）
- ガブリエル（1447年 - 1516年） - 1485年、タルモン公ルイ2世・ド・ラ・トレモイユと結婚
- シャルロット（1449年 - 1478年） - 1468年、グランプレ伯ウォルフェルト6世・ファン・ボルセレン（英語版）（フランス元帥）と結婚